# Малка София
Малка (Мала) София или по-рядко Втора София (гръцки: Μικρή Σόφια, Микри София, Δεύτερη Σόφια, Девтери София) е название, давано на различни селища, най-често това са села във Вардарска и Егейска Македония.

## История
Името започва да се използва от жителите на Македония в края на XIX и началото на XX век, когато в района се появяват сръбската и гръцката пропаганда, за да се подчертае значителното участие на население на съответните села в българските комитети и чети и тяхната подкрепа за съществуването на български училища и екзархийски църкви. Така тези селища са определяни като миниатюри на българската столица.
Терминът се използва в Гърция и по-късно, често за описание на същите селища, или за да се подчертае сътрудничеството на жителите с окупационните сили, независимо дали са били италиански, немски или български, или за включването им във въстаническите въоръжени части на Охрана и СНОФ.
Терминът се използва и в по-ново време.

## Селища
| Име           | Име         | Административна единица | Държава           |
| ------------- | ----------- | ----------------------- | ----------------- |
| Баница        | Βεύη        | дем Лерин               | Гърция            |
| Велгощи       | Велгошти    | община Охрид            | Северна Македония |
| Горно Броди   | Άνω Βροντού | дем Сяр                 | Гърция            |
| Горно Върбени | Ξινό Νερό   | дем Суровичево          | Гърция            |
| Долно Котори  | Υδρούσσα    | дем Лерин               | Гърция            |
| Драчево       | Драчево     | община Кисела вода      | Северна Македония |
| Дреновени     | Κρανιώνας   | дем Костур              | Гърция            |
| Загоричани    | Βασιλειάδα  | дем Костур              | Гърция            |
| Кирят Екрон   | קִרְיַת עֶקְרוֹן  | Централен окръг         | Израел            |
| Крива         | Γρίβας      | дем Пеония              | Гърция            |
| Кукуш         | Κιλκίς      | дем Кукуш               | Гърция            |
| Локвица       | Локвица     | община Брод             | Северна Македония |
| Осничани      | Καστανόφυτο | дем Хрупища             | Гърция            |
| Плевня\|      | Πετρούσα    | дем Просечен            | Гърция            |
| Раотинце      | Раотинце    | община Йегуновце        | Северна Македония |
| Саракиново    | Σαρακηνοί   | дем Мъглен              | Гърция            |